# Justin Rain
Justin Rain (* 27. Oktober 1981 in Vancouver, British Columbia, Kanada) ist ein kanadischer Schauspieler. Er gehört dem indianischen Volk der Plains Cree an.

## Leben
Justin Rain besuchte die St. Mary’s High School in Prince Albert (Saskatchewan). In seiner Jugend hatte Justin Problem mit Drogenmissbrauch. Nach einem Drogenentzug und einer Neuorientierung wollte Justin am British Columbia Institute of Technology Architektur studieren. Er bekam jedoch kein Studienplatz und beschloss, Schauspieler zu werden. Einen ersten Auftritt hatte er in der Serie The Guard. Erst Aufmerksamkeit konnte er mit einer Rolle in dem Film Eclipse – Biss zum Abendrot erregen. 2010 folgte der Film Two Indians Talking. Die Rolle in diesem Film brachte ihn den Preis des Besten Nebendarstellers bei dem Winnipeg Aboriginal Film Festival ein. Im Anschluss hatte er größere Rollen in den Fernsehserien Blackstone und Defiance. Danach war er unter anderem in der 3. Staffel von Fear the Walking Dead und der Serie Resident Alien zu sehen.

## Filmografie (Auswahl)
- 2008: The Guard (Fernsehserie)
- 2010: Eclipse – Biss zum Abendrot
- 2010: Two Indians Talking
- 2011–2015: Blackstone (Fernsehserie)
- 2012: The Killing (Fernsehserie)
- 2013–2015: Defiance (Fernsehserie)
- 2014: Arctic Air (Fernsehserie)
- 2015: Heartland – Paradies für Pferde (Fernsehserie)
- 2015: North Mountain
- 2017: The Arrangement (Fernsehserie)
- 2017: Mohawk
- 2017: Lean on Pete
- 2017: Fear the Walking Dead (Fernsehserie)
- 2018: Primal Rage
- 2018: Road of Iniquity
- 2022: Resident Alien (Fernsehserie)